# 22 de junho
22 de junho é o 173.º dia do ano no calendário gregoriano (174.º em anos bissextos). Faltam 192 dias para acabar o ano.

## Eventos históricos

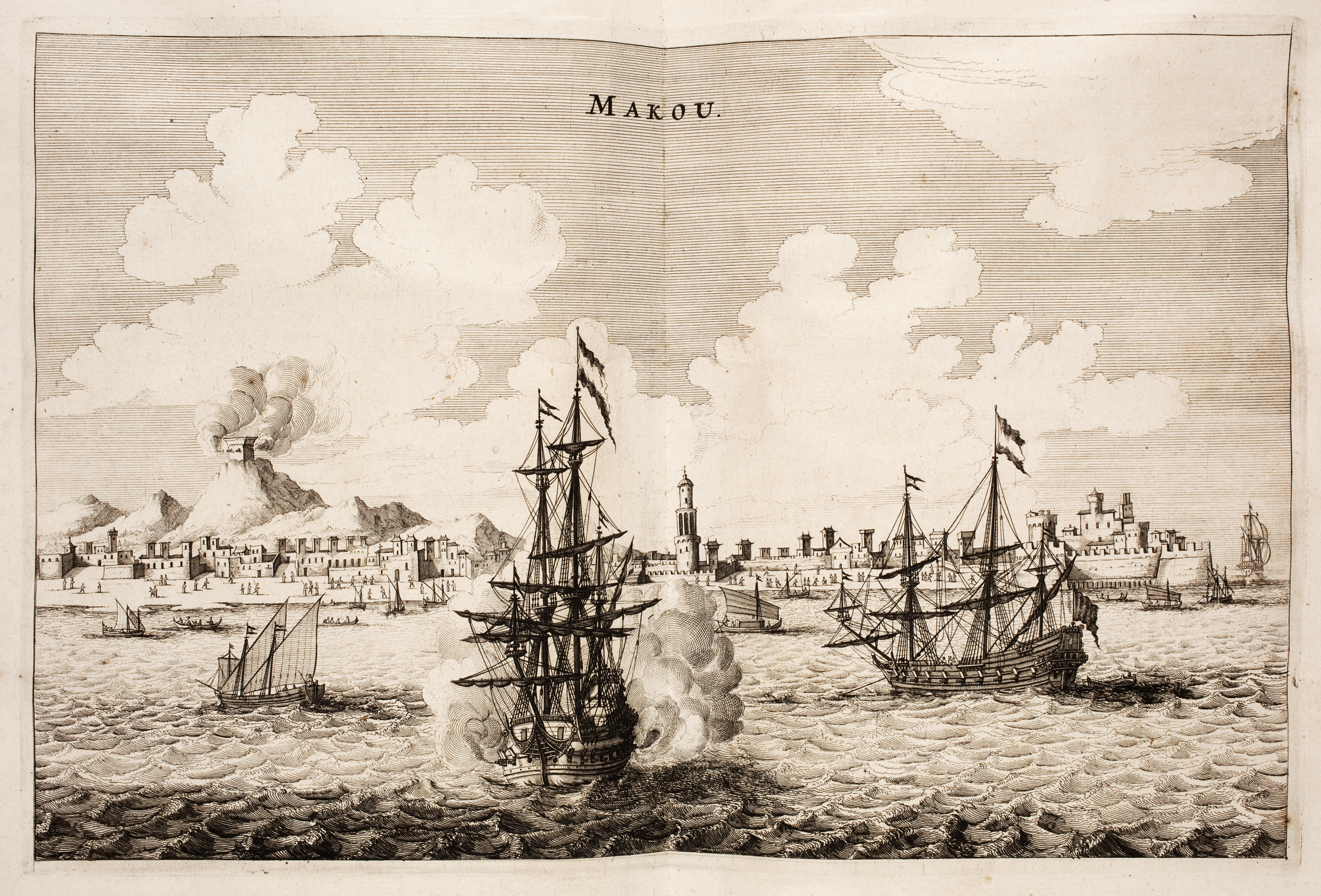
1622: Batalha de Macau durante a Guerra Luso-Holandesa

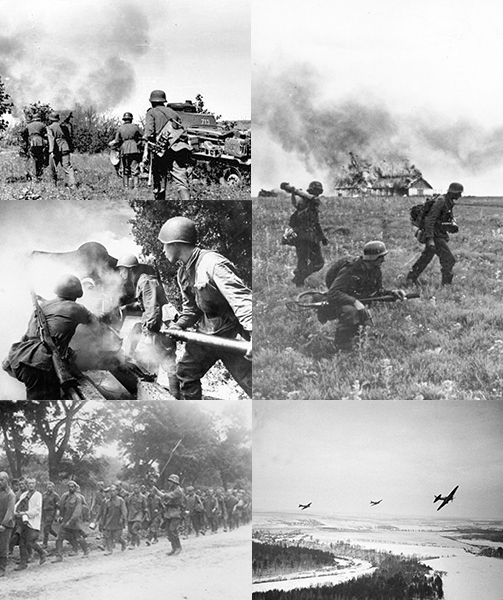
1941: Segunda Guerra Mundial: início da Operação Barbarossa

- 217 a.C. — Batalha de Ráfia: Ptolemeu IV Filópator do Egito derrota Antíoco III Magno do Império Selêucida.
- 168 a.C. — Batalha de Pidna: os romanos, comandados por Lúcio Emílio Paulo Macedônico, derrotam e capturam o rei macedônico Perseu, encerrando a Terceira Guerra Macedônica.
- 0813 — Batalha de Versinícias: os protobúlgaros liderados por Crum derrotam o exército bizantino perto de Edirne. O imperador Miguel I é forçado a abdicar em favor de Leão V, o Armênio.
- 1593 — Batalha de Sisak: as tropas cristãs aliadas derrotam os otomanos.
- 1622 — Forças portuguesas repelem uma invasão holandesa na Batalha de Macau durante a Guerra Luso-Holandesa.
- 1633 — A Congregação para a Doutrina da Fé em Roma força Galileu Galilei a renegar a sua ideia de que o Sol, e não a Terra, é o centro do universo.
- 1774 — Os britânicos aprovam o Ato de Quebec, estabelecendo regras de governo para a colônia de Quebec na América do Norte Britânica.
- 1783 — Uma nuvem venenosa causada pela erupção do vulcão Laki na Islândia atinge Le Havre na França.
- 1793 — Revolução Haitiana: A Batalha de Cap-Français termina com tropas republicanas francesas e insurgentes escravos negros capturando a cidade.
- 1812 — A França declara guerra à Rússia, iniciando a invasão de Napoleão.[1]
- 1815 — Napoleão Bonaparte abdica pela segunda vez.
- 1874 — Inaugurado o telégrafo submarino ligando o Brasil, de sua capital o Rio de Janeiro à Europa, o Imperador do Brasil passou mensagens aos monarcas de Portugal, da Inglaterra e da Áustria.
- 1893 — A nau capitânia da Frota Britânica do Mediterrâneo, HMS Victoria, que afunda levando consigo 358 tripulantes.
- 1898 — Guerra Hispano-Americana: em uma operação caótica, 6 000 homens do Exército dos Estados Unidos começam a desembarcar em Daiquiri, Cuba. O Exército espanhol, os supera em dois para um, mas não se opõe aos desembarques.[2]
- 1911
  - Jorge V e Maria de Teck são coroados Rei e Rainha do Reino Unido da Grã-Bretanha e Irlanda.[3]
  - Revolução Mexicana: As forças do governo põem fim à rebelião da Baixa Califórnia na Segunda Batalha de Tijuana.[4]
- 1921 — Guerra do Rife: o Exército da Espanha sofre sua pior derrota militar nos tempos modernos para os berberes da região do Rife do Marrocos espanhol.
- 1922 — O marechal de campo do Exército Britânico Sir Henry Wilson é morto pelo Exército Republicano Irlandês, ajudando a desencadear a Guerra Civil Irlandesa.[5]
- 1940 — Segunda Guerra Mundial: a França é obrigada a assinar o Segundo Armistício de Compiègne com a Alemanha, no mesmo vagão ferroviário em que os alemães assinaram o Armistício em 1918.
- 1941 — Segunda Guerra Mundial: a Alemanha Nazista invade a União Soviética na Operação Barbarossa.
- 1942 — Segunda Guerra Mundial: Erwin Rommel é promovido a Marechal de Campo após a captura de Tobruk pelo Eixo.
- 1944 — Segunda Guerra Mundial: dia da abertura da Operação Bagration da União Soviética contra o Grupo de Exércitos Centro.
- 1945 — Segunda Guerra Mundial: fim da Batalha de Okinawa.
- 1948 — O rei George VI desiste formalmente do título de "Imperador da Índia", meio ano depois que a Grã-Bretanha realmente desistiu de seu governo da Índia.[6]
- 1962 — O voo 117 da Air France cai na aproximação do Aeroporto Internacional de Pointe-à-Pitre, em Guadalupe, matando 112 pessoas.[7]
- 1965 — É assinado o Tratado sobre as Relações Básicas entre o Japão e a República da Coreia.
- 1966
  - É assinada a Ata do Iguaçu, entre o Paraguai e Brasil.
  - O líder ativista budista vietnamita Thích Trí Quang foi preso quando a junta militar de Nguyen Cao Ky esmagou a Revolta Budista.
- 1986 — O famoso gol da Mão de Deus, marcado por Diego Maradona nas quartas de final da partida da Copa do Mundo FIFA de 1986 entre Argentina e Inglaterra, causa polêmica. Mais tarde, isso foi seguido pelo Gol do Século. A Argentina vence por 2 a 1 e depois vence a Copa do Mundo.
- 1978 — Caronte, o primeiro satélite de Plutão, foi descoberto no Observatório Naval dos Estados Unidos por James Walter Christy.
- 1990 — Guerra Fria: Checkpoint Charlie é desmantelado em Berlim.
- 2000 — Voo Wuhan Airlines 343 é atingido por um raio e cai no Distrito de Hanyang, em Wuhan, matando 49 pessoas.
- 2002 — Um sismo de 6,5 Mw atinge uma região do noroeste do Irã, matando pelo menos 261 pessoas e ferindo outras 1 300, causando uma revolta pública devido à lenta resposta oficial.
- 2009 — Um trem do Metrô de Washington seguindo em direção ao sul, próximo da Estação de Fort Totten, colide com outro trem, esperando para entrar na estação. Nove pessoas morrem na colisão (oito passageiros e um operador), e ao menos 80 são feridas.
- 2012
  - O presidente paraguaio, Fernando Lugo, é afastado do cargo por impeachment e sucedido por Federico Franco.
  - Um caça McDonnell Douglas F-4 Phantom II da Força Aérea Turca é abatido pelas Forças Armadas Sírias, matando os dois pilotos do avião e piorando as relações já tensas entre a Turquia e a Síria.[8]
- 2015 — O edifício da Assembleia Nacional do Afeganistão é atacado por homens armados após um atentado suicida. Todos os seis pistoleiros são mortos e 18 pessoas ficam feridas.
- 2022 — Um terremoto ocorre no leste do Afeganistão, resultando em mais de 1 000 mortes.

## Nascimentos

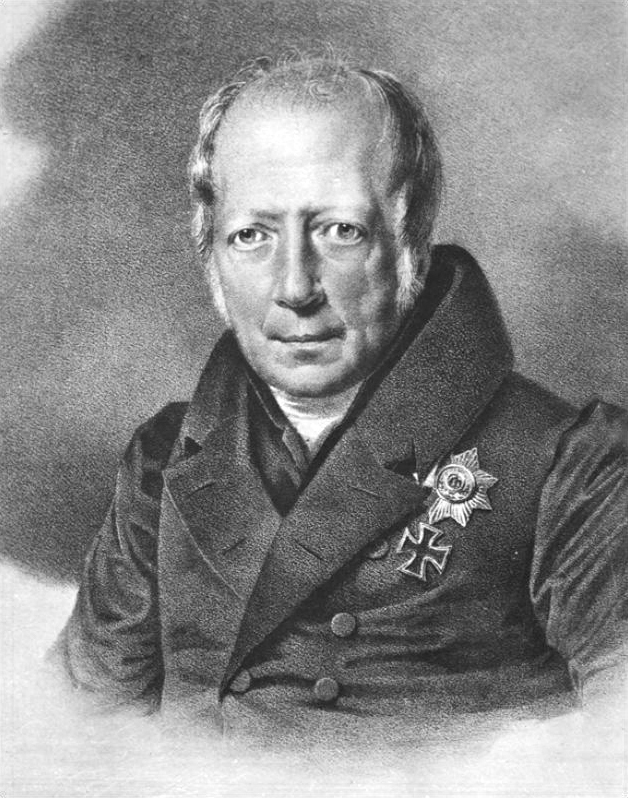
Wilhelm von Humboldt

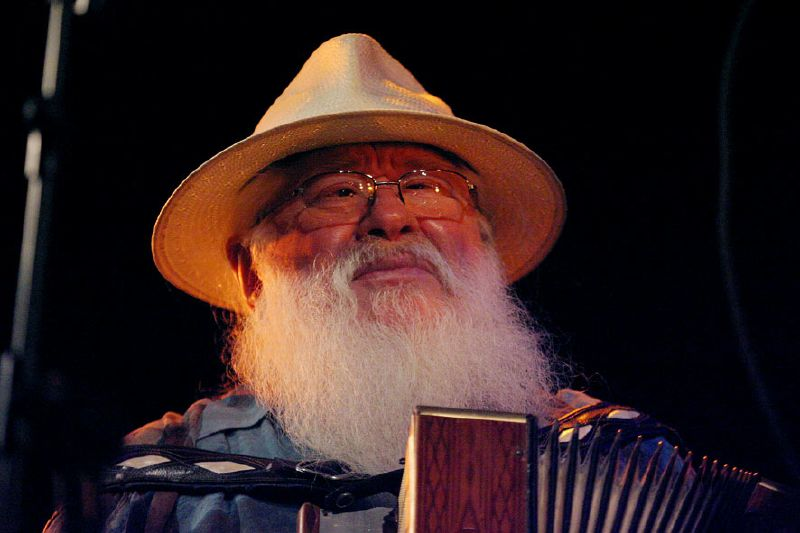
Hermeto Pascoal

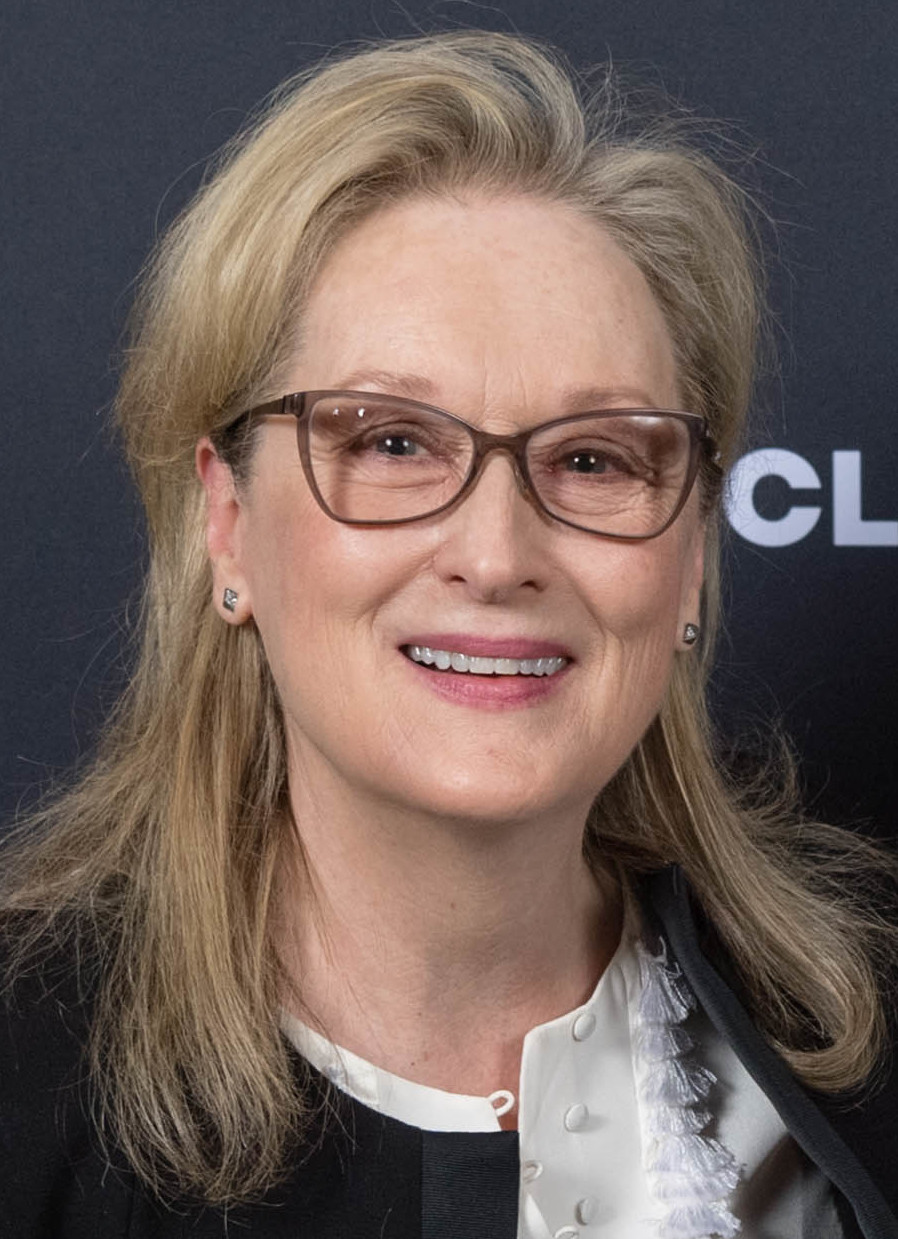
Meryl Streep

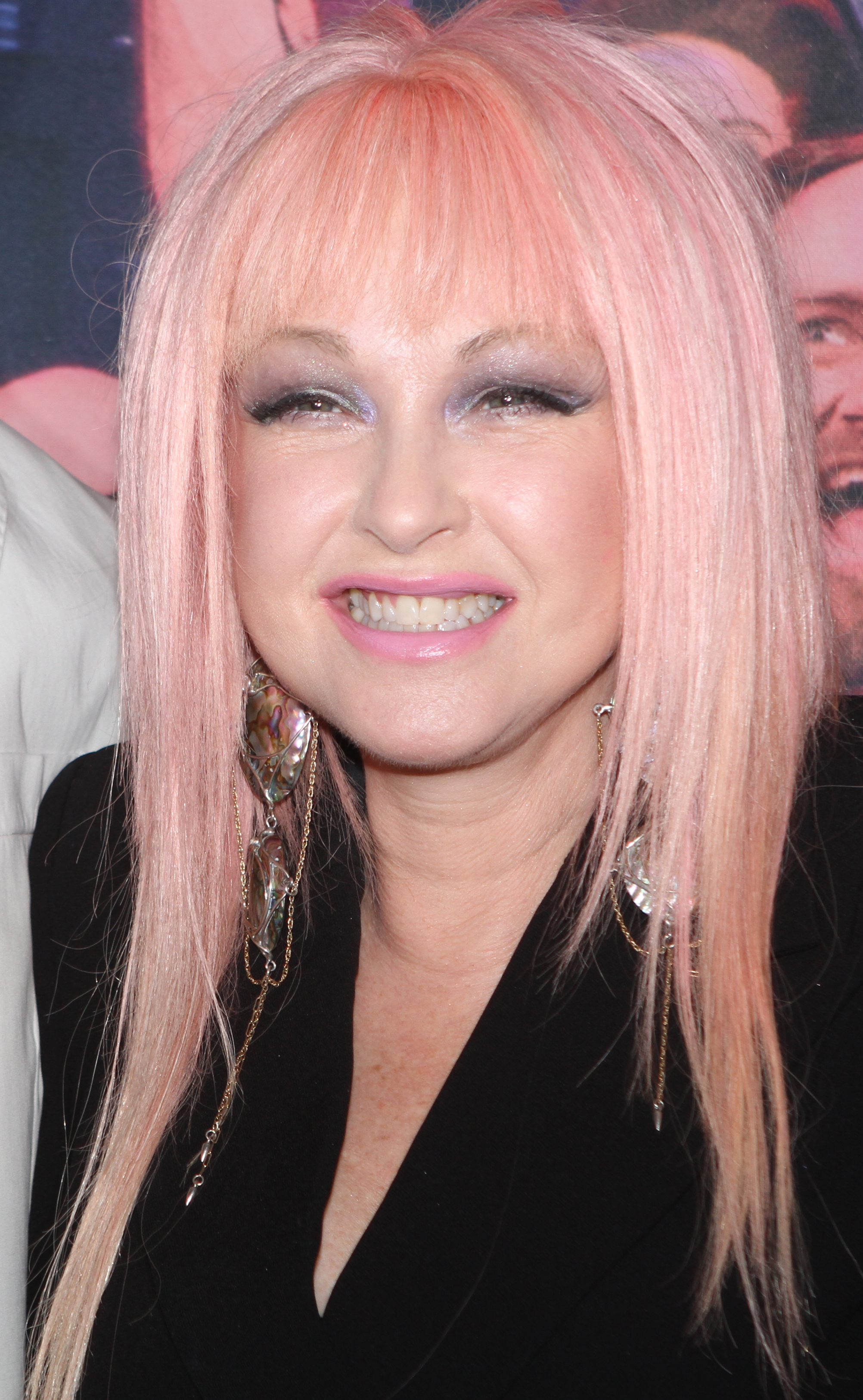
Cyndi Lauper

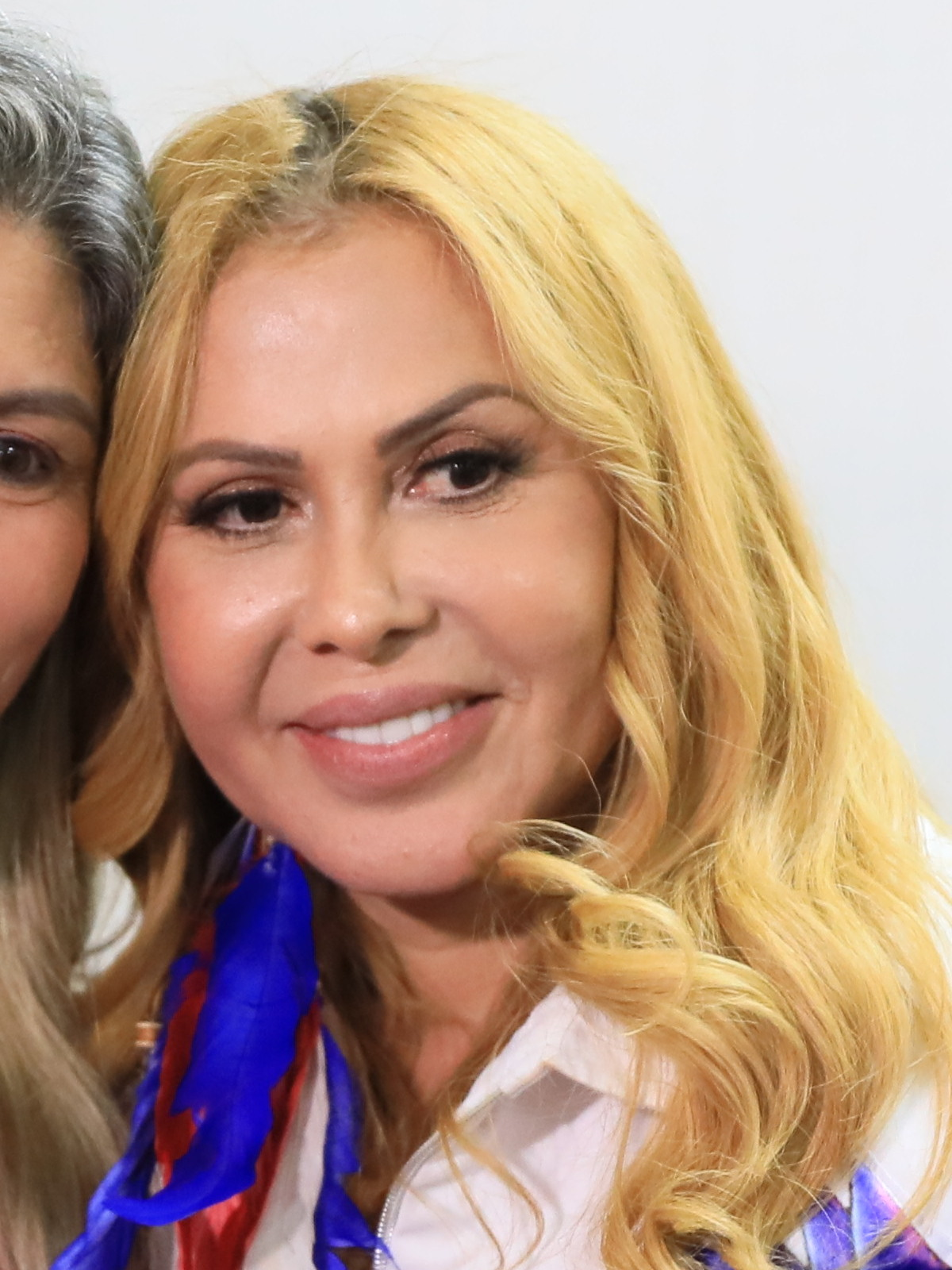
Joelma

### Anteriores ao século XIX
- 1427 — Lucrécia Tornabuoni, escritora e nobre italiana (m. 1482).
- 1450 — Leonor de Nápoles, Duquesa de Ferrara (m. 1493).
- 1735 — John Millar, filósofo e historiador britânico (m. 1801).
- 1744 — Johann Christian Erxleben, naturalista alemão (m. 1777).
- 1756 — Samuel Auchmuty, general britânico (m. 1822).
- 1757 — George Vancouver, explorador britânico (m. 1798).
- 1763 — Étienne Méhul, compositor francês (m. 1817).
- 1767 — Wilhelm von Humboldt, linguista, diplomata e filósofo alemão (m. 1835).
- 1793 — Tokugawa Ieyoshi, xogum japonês (m. 1853).

### Século XIX
- 1805 — Giuseppe Mazzini, político e revolucionário italiano (m. 1872).
- 1807 — Cecília da Suécia (m. 1844).
- 1819 — August Wöhler, engenheiro alemão (m. 1914).
- 1830 — Theodor Leschetizky, compositor e pianista polonês (m. 1915).
- 1837
  - Paul Morphy, enxadrista estadunidense (m. 1884).
  - Paul Bachmann, matemático alemão (m. 1920).
- 1856 — Henry Rider Haggard, escritor britânico (m. 1925).
- 1861 — Maximilian von Spee, almirante alemão (m. 1914).
- 1864
  - Hermann Minkowski, matemático alemão (m. 1909).
  - Tanaka Giichi, político japonês (m. 1929).
- 1874 — Viggo Jensen, atleta dinamarquês (m. 1930).
- 1879 — Eugenie Forde, atriz norte-americana (m. 1940).
- 1885 — Milan Vidmar, enxadrista esloveno (m. 1962).
- 1887 — Julian Huxley, biólogo britânico (m. 1975).
- 1888 — Harold Hitz Burton, magistrado americano (m 1964).
- 1892 — Robert Ritter von Greim, oficial alemão (m. 1945).
- 1897 — Norbert Elias, sociólogo alemão (m. 1990).
- 1898 — Erich Maria Remarque, escritor alemão (m. 1970)
- 1899 — Michael Kalecki, economista polonês (m. 1970).

### Século XX

#### 1901–1950
- 1902 — David Burns, ator e cantor norte-americano (m. 1971).
- 1903 — Jiro Horikoshi, engenheiro aeronáutico japonês (m. 1982).
- 1906
  - Billy Wilder, cineasta estadunidense (m. 2002).
  - Anne Morrow Lindbergh, escritora estadunidense (m. 2001).
- 1907 — Anton Schall, futebolista e treinador de futebol austríaco (m. 1947).
- 1908 — Pablo Dorado, futebolista uruguaio (m. 1978).
- 1909
  - Heinrich Graf von Lehndorff-Steinort, militar alemão (m. 1944).
  - Beatriz de Espanha (m. 2002).
- 1910
  - Gabriel Paulino Bueno Couto, bispo brasileiro (m. 1982).
  - Konrad Zuse, engenheiro alemão (m. 1995).
  - Peter Pears, tenor britânico (m. 1986).
- 1911 — Cecília da Grécia e Dinamarca (m. 1937).
- 1912 — Carolina Matilde de Saxe-Coburgo-Gota (m. 1983).
- 1916 — Alberto Trevisan, bispo brasileiro (m. 1998).
- 1917 — George Fonder, automobilista norte-americano (m. 1958).
- 1919 — Henri Tajfel, psicólogo polonês (m. 1982).
- 1921 — Joseph Papp, diretor e produtor teatral norte-americano (m. 1991).
- 1922 — Osvaldo Fattori, futebolista e treinador de futebol italiano (m. 2017).
- 1928
  - Steingrímur Hermannsson, político islandês (m. 2010).
  - Ralph Waite, ator norte-americano (m. 2014).
- 1930
  - Yuri Artyukhin, cosmonauta soviético (m. 1998).
  - Walter Bonatti, alpinista italiano (m. 2011).
- 1931 — Ian Browne, ciclista australiano (m. 2023).
- 1933
  - Evaristo de Macedo, ex-futebolista e ex-treinador de futebol brasileiro.
  - Dianne Feinstein, política estadunidense (m. 2023).
- 1935 — Ivo Holanda, ator e humorista brasileiro.
- 1936
  - Hermeto Pascoal, músico brasileiro.
  - Kris Kristofferson, ator, cantor e compositor estadunidense (m. 2024).
- 1939 — Luis Eyzaguirre, ex-futebolista chileno.
- 1940 — Abbas Kiarostami, cineasta iraniano (m. 2016).
- 1941 — Ed Bradley, jornalista estadunidense (m. 2006).
- 1942
  - Laila Freivalds, diplomata e política sueca.
  - Murphy Dunne, ator e músico estadunidense.
- 1943
  - Eumir Deodato, produtor musical brasileiro.
  - Klaus Maria Brandauer, ator e cineasta austríaco.
- 1944
  - Gérard Mourou, físico francês.
  - Malcolm Cannon, ex-patinador artístico britânico.
- 1945 — Rainer Brüderle, economista e político alemão.
- 1946 — Eliades Ochoa, cantor cubano.
- 1947
  - Jerry Rawlings, político e militar ganês (m. 2020).
  - Octavia Butler, escritora norte-americana (m. 2006).
  - Pete Maravich, jogador de basquete estadunidense (m. 1988).
- 1948
  - Tonico Pereira, ator brasileiro.
  - Franciszek Smuda, ex-futebolista e treinador de futebol polonês (m. 2024).
  - Todd Rundgren, compositor, produtor musical e multi-instrumentista norte-americano.
- 1949
  - Dalto, cantor e compositor brasileiro.
  - Meryl Streep, atriz estadunidense.
  - Lindsay Wagner, atriz estadunidense.
  - Luís Filipe Vieira, dirigente esportivo português.
- 1950 — Adrian Năstase, político romeno.

#### 1951–2000
- 1952 — Graham Greene, ator canadense.
- 1953
  - Cyndi Lauper, cantora estadunidense.
  - Willem Jacobus Eĳk, cardeal neerlandês.
- 1956
  - Tim Russ, ator estadunidense.
  - Alfons De Wolf, ex-ciclista belga.
  - Manuel Saval, ator mexicano (m. 2009).
- 1958
  - Bruce Campbell, ator estadunidense.
  - Rodion Cămătaru, ex-futebolista romeno.
- 1959 — Daniel Xuereb, ex-futebolista francês.
- 1960
  - Roberto Oliveira Gonçalves do Carmo, ex-futebolista e treinador de futebol brasileiro.
  - Tracy Pollan, atriz estadunidense.
- 1961
  - Jimmy Somerville, cantor e compositor britânico.
  - Jeff Ward, ex-automobilista e motociclista estadunidense.
- 1962
  - Clyde Drexler, ex-jogador de basquete estadunidense.
  - Stephen Chow, ator e diretor chinês.
  - Nicholas Lea, ator canadense.
- 1963
  - John Tenta, lutador canadense de wrestling (m. 2006).
  - Randy Couture, ex-lutador estadunidense de artes marciais.
- 1964
  - Dan Brown, escritor estadunidense.
  - Paterson Joseph, ator britânico.
  - Amy Brenneman, atriz estadunidense.
  - Miroslav Kadlec, ex-futebolista tcheco.
- 1965
  - Uwe Boll, diretor e produtor de cinema alemão.
  - Ľubomír Moravčík, ex-futebolista e treinador de futebol eslovaco.
  - Anubhav Sinha, diretor de cinema indiano.
  - Demetrio Angola, ex-futebolista boliviano.
- 1966
  - Michael Park, copiloto britânico de ralis (m. 2005).
  - Emmanuelle Seigner, atriz francesa.
  - Dean Woods, ciclista britânico (m. 2022).
- 1968
  - Fabián Guevara, ex-futebolista chileno.
  - David Quinlan, cantor, compositor e pastor brasileiro.
  - Miodrag Božović, ex-futebolista e treinador de futebol montenegrino.
  - Cesinha, criminoso brasileiro (m. 2006).
- 1969
  - Péricles, cantor e compositor brasileiro.
  - Ronald Fuentes, ex-futebolista chileno.
- 1970 — Michel Elefteriades, produtor musical, empresário e político grego.
- 1971
  - Kurt Warner, ex-jogador de futebol americano estadunidense.
  - Mary Lynn Rajskub, atriz estadunidense.
  - Khodadad Azizi, ex-futebolista iraniano.
- 1972 — Emanuel Felisberto, Príncipe de Veneza e Piemonte.
- 1973 — Cyril Saugrain, ex-ciclista francês.
- 1974
  - Joelma, cantora brasileira.
  - Donald Faison, ator estadunidense.
  - Alfred Phiri, ex-futebolista sul-africano.
  - Ana Galvão, apresentadora de televisão e radialista portuguesa.
  - Ruslan Adzhindzhal, ex-futebolista georgiano-russo.
  - Jo Cox, política britânica (m. 2016).
  - Nikolay Shirshov, futebolista uzbeque (m. 2021).
- 1975 — Andreas Klöden, ex-ciclista alemão.
- 1976
  - Joana Prado, modelo e empresária brasileira.
  - Vander Carioca, ex-jogador de futsal brasileiro.
  - Inna Yanovska, enxadrista ucraniana.
- 1977
  - Somália, ex-futebolista brasileiro.
  - Nega Gizza, rapper, apresentadora, ativista e produtora brasileira
- 1978
  - Dan Wheldon, automobilista britânico (m. 2011).
  - Pedro Taborda, ex-futebolista português.
- 1979
  - Leonardo Silva, ex-futebolista brasileiro.
  - Leire Martínez, cantora espanhola.
  - Thomas Voeckler, ex-ciclista francês.
- 1981
  - Julio Manzur, ex-futebolista paraguaio.
  - Aquivaldo Mosquera, ex-futebolista colombiano.
  - Anderson Freire, compositor e cantor brasileiro.
- 1982
  - Soraia Chaves, atriz e modelo portuguesa.
  - Andoni Iraola, ex-futebolista e treinador de futebol espanhol.
  - Kristof Vliegen, ex-tenista belga.
  - Hamad Al-Montashari, ex-futebolista saudita.
  - Gustave Bebbe, ex-futebolista camaronês.
- 1983
  - Ágatha Bednarczuk, jogadora de vôlei de praia brasileira.
  - Nuno Viveiros, ex-futebolista português.
  - Bethe Correia, lutadora brasileira de artes marciais mistas.
- 1984 — Janko Tipsarević, ex-tenista sérvio.
- 1985
  - Karla Cossío, atriz cubana.
  - Douglas Smith, ator canadense.
  - Joel Pinheiro da Fonseca, economista anglo-brasileiro.
- 1986
  - Ramin Ott, futebolista samoano-americano.
  - Víctor de la Parte, ex-ciclista espanhol.
- 1987
  - Lee Min Ho, ator, modelo e cantor sul-coreano.
  - Cory Gunz, rapper estadunidense.
  - Marcelinho Leite, ex-futebolista brasileiro.
  - Nikita Rukavytsya, ex-futebolista australiano.
- 1988
  - Portia Doubleday, atriz estadunidense.
  - Dean Furman, futebolista sul-africano.
  - Sofia Arruda, atriz, modelo e youtuber portuguesa.
- 1989
  - Adriano Miranda, ex-futebolista brasileiro.
  - Cédric Mongongu, futebolista congolês.
  - Stophira Sunzu, futebolista zambiano.
  - Matías Campos, ex-futebolista chileno.
  - Jung Yonghwa, cantor, ator e músico sul-coreano.
- 1990 — Alexander Prokhorenko, militar russo (m. 2016).
- 1991
  - Hugo Mallo, futebolista espanhol.
  - Ambroise Oyongo, futebolista camaronês.
- 1993
  - Loris Karius, futebolista alemão.
  - Danny Ward, futebolista britânico.
- 1994
  - Sébastien Haller, futebolista franco-marfinense.
  - Akash Bashir, estudante paquistanês (m. 2015).
- 1995 — Sara Kolak, atleta de lançamento de dardo croata.
- 1996
  - Mikel Merino, futebolista espanhol.
  - Hugo Calderano, mesa-tenista brasileiro.
  - Rodri, futebolista espanhol.
- 1997
  - Dinah Jane, cantora norte-americana.
  - Lorenzo Dalla Porta, motociclista italiano.
- 1998 — Jean Lucas, futebolista brasileiro.

### Século XXI
- 2002 — Gui Santos, jogador de basquete brasileiro.

## Mortes

### Anteriores ao século XIX
- 0431 — Paulino de Nola, bispo e santo católico (n. 355).
- 0910 — Gebardo, Duque de Lorena (n. 860).
- 1101 — Rogério I da Sicília (n. 1031).
- 1276 — Papa Inocêncio V (n. 1224).
- 1343 — Aimão de Saboia (n. 1291).
- 1429 — Alcaxi, astrônomo e matemático persa (n. 1380).
- 1535 — John Fisher, cardeal e mártir inglês (n. 1469).
- 1634 — Johann von Aldringen, militar alemão (n. 1588).
- 1699 — Josiah Child, mercante e político inglês (n. 1630).
- 1714 — Mateus Henry, pastor presbiteriano britânico (n. 1662).
- 1791 — Antônio José Landi, arquiteto italiano (n. 1713).

### Século XIX
- 1874 — Howard Staunton, enxadrista britânico (n. 1810).
- 1892 — Pierre Ossian Bonnet, matemático francês (n. 1819).

### Século XX
- 1922 — Elisa Agnini Lollini, pacifista, sufragista e política italiana (n. 1858).
- 1925 — Felix Klein, matemático alemão (n. 1849).
- 1931 — Clément Armand Fallières, político francês (n. 1841).
- 1936 — Moritz Schlick, filósofo alemão (n. 1882).
- 1945 — Mitsuru Ushijima, general japonês (n. 1887).
- 1961 — Maria da Jugoslávia, princesa romena (n. 1900).
- 1965 — David O. Selznick, produtor cinematográfico norte-americano (n. 1902).
- 1969 — Judy Garland, atriz estadunidense (n. 1922).
- 1974 — Darius Milhaud, compositor francês (n. 1892).
- 1980 — Dimítrios Partsalídis, político grego (n. 1905).
- 1987 — Fred Astaire, dançarino e ator norte-americano (n. 1899).
- 1999 — Martinho de Porres Ward, frade e missionário brasilo-estadunidense (n. 1918).

### Século XXI
- 2001 — Luis Carniglia, futebolista argentino (n. 1917).
- 2002 — Ann Landers, escritora e jornalista estadunidense (n. 1918).
- 2007 — Nancy Benoit, lutador estadunidense de wrestling (n. 1964).
- 2008
  - George Carlin, comediante e ator norte-americano (n. 1937).
  - Albert Cossery, escritor egípcio (n. 1913).
- 2015
  - Luís Carlos Nunes da Silva, futebolista e treinador de futebol brasileiro (n. 1937).
  - James Horner, músico estado-unidense (n. 1953).
- 2018 — Vinnie Paul Abbott, músico estado-unidense (n. 1964).

## Feriados e eventos cíclicos

### Brasil
- Dia do Orquidófilo
- Dia do Aeroviário
- Dia Mundial do Fusca
- Aniversário do município de Santarém, Pará

### Portugal
- Feriado Municipal de Vila Pouca de Aguiar.

### Cristianismo
- Aarão de Aleth
- Albano de Verulâmio
- Dez mil mártires
- John Fisher
- Nicetas de Remesiana
- Nossa Senhora da Obediência
- Papa Inocêncio V
- Paulino de Nola
- Thomas More

## Outros calendários
- No calendário romano era o 10.º dia (X) antes das calendas de julho.
- No calendário litúrgico tem a letra dominical E para o dia da semana.
- No calendário gregoriano a epacta do dia é v.